# Dzierżążno (powiat kartuski)
Dzierżążno, dodatkowa nazwa w języku kaszubskim Dzérzążno, (niem. Seeresen) – wieś kaszubska w Polsce, położona w województwie pomorskim, w powiecie kartuskim, w gminie Kartuzy przy drodze wojewódzkiej nr 211. Zapis jako Derisno poświadcza jej istnienie w 1241 roku.
W latach 1975–1998 miejscowość należała administracyjnie do województwa gdańskiego.
Miejscowość położona jest przy drodze i linii kolejowej łączącej Trójmiasto z Kartuzami.

## Położenie
W pobliżu wsi położone są jeziora Dzierżąskie i Mezowskie, z malowniczą wyspą pośrodku.
Zdaniem historyków i archeologów na wyspie tej w średniowieczu istniał gród obronny, zniszczony w okresie kształtowania się państwowości polskiej.

## Integralne części wsi
| SIMC    | Nazwa              | Rodzaj    |
| ------- | ------------------ | --------- |
| 0163110 | Ameryka Dzierżąska | część wsi |
| 0163127 | Pikarnia           | część wsi |
| 0163133 | Smolarnia          | część wsi |

## Nazwa miejscowości
Najstarszy zapis pochodzi z czasów książąt pomorskich w r. 1215 i ma postać Siresna, identyczną z nazwą pobliskiego jeziora. Odczytać można to jako Dzierżężna z domyślnym woda. W 1241 r. pojawia się zapis Derisno.  Nazwa wsi pochodzi od nazwy jeziora, co jest dość częstym przypadkiem w nazewnictwie geograficznym. W ciągu dziejów nastąpiła zmiana końcówki -na w -no. Sam zaś rdzeń jest nazwą rośliny wodnej dzierzęga lub też dzierżęga. Wyraz ten bywa odnoszony do rzęsy lub turzycy, ale na Kaszubach oznacza knieć błotną (kasz. dzerzãga). W różnych publikacjach i na mapach topograficznych jezioro to występuje pod nazwą Jezioro Dzierżąskie.
Niemcy dla których nazwa Dzierżążno / Dzérzążno jest nie do wymówienia w ich systemie fonetycznym zrobili z tej nazwy wariant Seeresen, gdzie See oznacza jezioro, a człon -resen pozostaje niewiadomą. Bardzo możliwe, że jest to fonetyczne odniesienie do pierwszego zapisu z 1215 r. w formie Siresna.

## Historia
Wieś pierwotnie należała do klasztoru cysterskiego w Oliwie. W roku 1316 stała się własnością norbertanek z Żukowa. Została spustoszona i następnie opuszczona podczas wojny trzynastoletniej Polski z zakonem Krzyżackim. Opuszczoną wieś dostał w dzierżawę radny gdański Konstanty Feber i ok. 1600 r. zasiedlił ją na nowo. 
Rodzina Ferberów była luteranami, co ostatecznie doprowadziło do przejęcia wsi z powrotem przez żukowskie zakonnice. W roku 1754 zakonnice wystawiły przywilej na wolne sołectwo, a w roku 1779 oddały karczmę w wieczystą dzierżawę. Ogół włościan został uwłaszczony w 1823 r. Około 1880 r. we wsi oprócz sołtysa i karczmarza było 11 gburów i 4 chałupników a także szkoła katolicka.
Na koniec 1892 r. miejscowość miała 348 mieszkańców, w tym 330 Kaszubów katolików i 18 Niemców (5 katolików i 13 ewangelików).
W 1913 r. właścicielem karczmy był Wilma, kowalem Fritz Formella, rybakiem Swara (Zwara). Było też 2 szewców: Anton Kobiella i Anton Kuschowski; 2 stolarzy: M. Herbasch i A. Schimikowski i 3 sklepy kolonialno-spożywcze, które prowadzili: P. Okary (Okroy) i Adolf Wierczba (Wierzba) a trzeci był w karczmie.

## Walki w marcu 1945 r.
Walki w rejonie miejscowości toczone były w dniach 8-23 marca 1945 r. przez 65 armię wojsk radzieckich pod dowództwem P. Batowa.
8 marca 1945 w godzinach przedpołudniowych wojska radzieckie atakowały z Dzierżążna w kierunku Kartuz. Oddziałom niemieckim z pomocą przybyło 5 czołgów PzKpfw V „Panther" i jeden transporter. Natarcie zostało odrzucone. Dzierżążno ponownie zostało zajęte przez Niemców. Zniszczono dwa radzieckie działa samobieżne, a jedno typu SU-100 zdobyto. Po godz. 17 Niemcy uderzyli z Dzierżążna w kierunku Borkowa. Atak zakończony został niepowodzeniem. Nocą radzieckie czołgi wdarły się do Kobysewa. Armia Czerwona nacierała na linii Borkowo – Kobysewo w kierunku zachodnim. Niemcy wycofali się ze stacji kolejowej w Kiełpinie Kartuskim.
9 marca o 5 rano oddziały niemieckie uderzyły z Kartuz w kierunku Kobysewa i Przodkowa. Natarcie zatrzymało się 1,5 km od Przodkowa. Przy tym oddziały niemieckie zniszczyły 5 radzieckich czołgów. Jednocześnie zostało wyprowadzone natarcie z Żukowa w kierunku Borkowa. Jednak uległo ono załamaniu. Po południu Armia Czerwona dotarła do Kłosowa. Z uwagi na zagrożenie okrążenia "zgrupowania kartuskiego" oddziały niemieckie wycofały się z Dzierżążna. Nastąpił odwrót przez Kartuzy - Prokowo - Łebno - Szemud.

## Infrastruktura
W Dzierżążnie znajduje się szpital rehabilitacyjny, będący jedynym tego typu ośrodkiem na obszarze północnej Polski. Wcześniej na jego miejscu znajdowało się sanatorium przeciwgruźlicze utworzone w 1953 r. Historia budynków szpitalnych sięga jeszcze czasów II wojny światowej.
W miejscowości znajduje się też Sala Królestwa zboru Świadków Jehowy.